# ハカタカランキン!
ハカタカランキン！は毎週金曜日19:00〜19:55にFM FUKUOKAのJR博多シティスタジオから生放送されている番組。2011年3月放送開始。
パーソナリティは福岡を中心に活動するタレント、ジェフ太郎と田中菜津美。

## コンセプト
この番組は博多の情報をランキング形式で紹介する番組である。番組タイトルは「ハカタ（博多）のタカラ（宝）をランキング」という意味と「ハカタ（博多）からランキング」するという意味を掛け合わせて名付けられている。

## パーソナリティ
- ジェフ太郎（2023年5月5日 - ）
- 田中菜津美（2025年7月4日 - ）

### 過去のパーソナリティ
- 西川さとり（番組開始 - 2015年3月27日、代打として出演→2023年4月21日、4月28日、7月28日、2024年2月2日）
- 篠原けんじ（2015年4月3日 - 2020年3月27日）
- ちん｡ （2020年4月3日 - 2023年4月14日）
- 小雪（番組開始 - 2025年6月27日[1]）

## コーナー
番組の流れは基本的にランキングだが、随所でリスナーからのメッセージが紹介される。また、ゲストコーナーも盛り込まれている。

- ランキング

　10位から発表される。このときBGMはランキング内容に関連するものが使用されている。
- ハカタカランキン調査

　その日のテーマが設けられ、リスナーからメッセージを募集する。
- ハカタカインフォメーション

　JR博多シティの店舗情報やイベント情報が伝えられる。
- 夜のゲストスタジオ（19:25頃〜）

　ゲストコーナー。ゲストがいない場合はメッセージ紹介などに充てられる。
- タウン情報○○（○○には地域名が入る）

　2014年4月から始まったコーナー。2週間ごとに福岡県内の地域をピックアップし、その町の魅力などを発信する。2週目の放送ではエンディングにパーソナリティが考えるその町のキャッチフレーズが発表される。

## 番組の特徴・エピソードなど
- 西川が夏季休暇などで不在だった場合、この番組のプロデューサー縄田和彦が担当していた。
- 番組開始当初はランキングとフリーメッセージに多く時間が割かれていたが、タウン情報等も始まった現在、ランキングも下位のほうは簡単に紹介されるのみになり、メッセージもテーマを設けたものになった。
- 年に一度住吉神社から福娘を招いている。
- クリスマスイルミネーションの点灯式の日には式典の模様が放送される。
- 毎年夏頃になるとJR博多シティ学校のDJ体験に参加した子供たちの声が番組で流れる。
- 番組開始当初から担当してきた西川は2015年4月営業部に異動したため降板した。しかし、2018年4月に編成制作事業部に再び異動。その後2019年5月にプロデューサーに就任し、パーソナリティ休暇や体調不良時には代打で出演することもある。

## 番組の評判
エフエム福岡の番組審査会によって構成などを評価する点と、サテライトスタジオを活用する等の改善点が挙げられた